# Landschaftsschutzgebiet Ortsrandlagen Bruch/Bainghausen/Westenfeld
Das Landschaftsschutzgebiet Ortsrandlagen Bruch/Bainghausen/Westenfeld mit 52,4 ha Flächengröße liegt um Westenfeld im Stadtgebiet von Sundern im Hochsauerlandkreis. Das Gebiet wurde 2019 bei der Neuaufstellung des Landschaftsplans Sundern durch den Kreistag des Hochsauerlandkreises als Landschaftsschutzgebiet (LSG) vom Typ B – Ortsrandlagen, Landschaftscharakter ausgewiesen. Vorher waren die Teilflächen ab 1993 Teil des Landschaftsschutzgebiets Sundern oder ohne Schutzausweisung gewesen. Das LSG grenzt teilweise direkt an die Bebauung und besteht aus fünf Teilflächen.

## Beschreibung
Das LSG umfasst landwirtschaftliche Flächen. Es gibt einen hohen ackerbaulich genutzte Anteil. Dies wird auf eine geringen Reliefenergie, aber auch in den guten geologisch-pedologischen Voraussetzungen begründet.

## Schutzzweck
Die Ausweisung erfolgte u. a. zur Sicherung der Vielfalt und Eigenart der Landschaft im Nahbereich der Ortslage sowie in alten landwirtschaftlichen Vorranggebieten insbesondere durch deren Offenhaltung; Erhaltung der Leistungsfähigkeit des Naturhaushalts hinsichtlich seines Artenspektrums und der Nutzungsfähigkeit der Naturgüter.
Der Landschaftsplan führt als speziellen Schutzzweck auf: „Die Festsetzung dient neben dem Schutz der freien Ortsrandlagen insbesondere dem Erhalt des für eine landwirtschaftliche Nutzung besonders begünstigten Landschaftsausschnittes.“

## Rechtliche Vorschriften
Wie in den anderen Landschaftsschutzgebieten vom Typ B im Stadtgebiet besteht im LSG ein Verbot, Bauwerke zu errichten. Vom Verbot ausgenommen sind Bauvorhaben für Gartenbaubetriebe, Land- und Forstwirtschaft. Die Untere Naturschutzbehörde kann Ausnahme-Genehmigungen für Bauten aller Art erteilen. Wie in den anderen Landschaftsschutzgebieten vom Typ B in Sundern besteht im LSG ein Verbot der Erstaufforstung und Weihnachtsbaum-, Schmuckreisig- und Baumschul-Kulturen anzulegen.
Wie für alle Landschaftsschutzgebiete vom Typ B im Landschaftsplangebiet wurde das Gebot erlassen das Gebiet durch landwirtschaftlichen Nutzung oder durch geeignete Pflegemaßnahmen von Bewaldung freizuhalten.